# Loussous-Débat
Loussous-Débat este o comună în departamentul Gers din sudul Franței. În 2009 avea o populație de 47 de locuitori.

## Evoluția populației
| An        | 1975 | 1982 | 1990 | 1999 | 2006 | 2009 |
| --------- | ---- | ---- | ---- | ---- | ---- | ---- |
| Populație | 63   | 66   | 51   | 56   | 47   | 47   |